# Assassin's Creed II: Discovery
Assassin's Creed II: Discovery est un jeu vidéo développé par Griptonite Games et édité Ubisoft sorti sur Nintendo DS en 2009, au même moment qu'Assassin's Creed II. Il est possible de se photographier avec la caméra de la DSi pour créer un avis de recherche utilisant l'image du joueur. Il a ensuite été porté sur iOS.

## Trame
Le jeu raconte un chapitre non visité d’Assassins Creed II (chronologiquement, il semblerait que l'histoire soit comprise entre les évènements de l'épisode sur console de salon puisque ce dernier couvre une large partie de la vie du héros, soit 30 ans) : Ezio Auditore da Firenze voyage jusqu'en Espagne (Barcelone, Saragosse, Grenade, Alhambra) afin de sauver ses camarades Assassins menacés par l'Inquisition. Il y découvre un complot des templiers manigançant d'aller à l'Ouest, vers le Nouveau Monde.

## Accueil
- IGN : 8/10 (DS)[1] - 7/10 (iOS)[2]
- GameSpot : 7/10 (DS)[3]
- Jeuxvideo.com : 13/20 (DS)[4]
- Pocket Gamer : 7/10 (iOS)[5]
- TouchArcade : 4/5 (iOS)[6]